# فاني فارمر
فاني فارمر (بالإنجليزية: Fannie Merritt Farmer)‏ هي مؤلفة وطاهية وكاتِبة وطباخة أمريكية، ولدت في 23 مارس 1857 في بوسطن في الولايات المتحدة، وتوفي بنفس المكان في 15 يناير 1915.

## وصلات خارجية
- فاني فارمر على موقع الموسوعة البريطانية (الإنجليزية)